# Nos vemos en mi 19.ª vida
Nos vemos en mi 19.ª vida (en hangul, 이번 생도 잘 부탁해; romanización revisada, Ibeon saengdo jal butakae; literalmente, «Por favor cuida de mí también en esta vida») es una serie de televisión surcoreana dirigida por Lee Na-jung y protagonizada por Shin Hye-sun, Ahn Bo-hyun, Ha Yoon-kyung y Ahn Dong-goo. Se emitió por el canal tvN desde el 17 de junio hasta el 23 de julio de 2023, en horario de lunes y martes a las 21:50 (hora local coreana), y también está disponible en la plataforma Netflix para algunas zonas del mundo.

## Sinopsis
Ban Ji-eum es una joven que puede recordar todas sus vidas pasadas a lo largo de casi mil años. En su vida número dieciocho conoce a un niño, pero muere tras un accidente y poco después renace con su vida número diecinueve. Ahora espera un reencuentro con ese niño, que antes tenía tres años menos que ella pero que ahora tiene nueve más. ¿La reconocerá?

## Reparto

### Principal
- Shin Hye-sun como Ban Ji-eum, es una joven mujer de talento y con una gran carrera, puede recordar sus dieciocho vidas pasadas con detalle. En su vida número diecinueve quiere reencontrarse con el niño que conoció en su vida número dieciocho.[3][4]
  - Park So-yi como Ji-eum de niña.[5][6]
- Ahn Bo-hyun como Moon Seo-ha, que quedó traumatizado por la pérdida de Yoon Joo-won cuando era niño su primer amor. De repente conoce a una extraña mujer, Ban Ji-eum, y su vida cambia por completo al saber que es Joo-won reencarnada .[7][8]
  - Jung Hyun-joon como Seo-ha de niño.[9]
- Ha Yoon-kyung como Yoon Cho-won, arquitecta paisajista y la hermana menor de Yoon Joo-won, que conoce por casualidad a Ji-eum y se pregunta por su identidad.[10]
  - Ki So-yoo como Cho-won de niña.[9]
- Ahn Dong-koo como Ha Do-yoon, secretario y amigo de infancia de Seo-ha.[11]

### Secundario

#### Entorno de Ji-eum
- Cha Chung-hwa como Kim Ae-kyung, propietaria del restaurante Aekyung Kimchi-jjim, sobrina de Kim Joong-ho quien era Ban ji eum en su vida número 17.[12]
- Kang Myung-joo como Cho Yoo-sun, la madre de Joo-won y Cho-won.[13]
  - Kim Yoo-mi como Yoo-sun de joven (aparición especial).[14]
- Baek Seung-cheol como Ban Hak-soo, el padre de Ji-eum.[15]
- Moon Dong-hyuk como Ban Dong-woo, el hermano mayor de Ji-eum.[16]

#### Vidas anteriores de Ji-eum
- Kim Si-ah como Yoon Joo-won, la decimoctava reencarnación de Ji-eum, nacida en 1986 en el seno de una familia adinerada.[17][18][19]
- Lee Jae-kyun como Kim Joong-ho, la decimoséptima reencarnación de Ji-eum, artista de circo nacido en 1956.

#### Entorno de Seo-ha
- Lee Bo-young como Lee Sang-ah, la madre de Seo-ha, exdirectora ejecutiva del Hotel MI (aparición especial).[14]
- Choi Jin-ho como Moon Jung-hoon, el padre de Seo-ha y presidente del Grupo MI.[20]
- Lee Hae-young como Lee Sang-hyuk, tío materno de Seo-ha y director del Grupo MI.

#### Grupo MI
- Bae Hae-sun como Jang Yeon-ok, directora ejecutiva del Hotel MI.[21]
- Bin Chan-wook como Chan-hyuk, hijo de Yeon-ok, al que le gusta beber y divertirse.
- Ko Ha como Ko Soo-jin, miembro del equipo de planificación estratégica del Hotel MI.[22]

#### Otros
- Ryu Hae-joon como Lee Ji-seok, el hijo mayor de la familia propietaria del Grupo Daehwan. Fue compañero de escuela de Moon Seo-ha.[23]
- Lee Chae-min como Kang Min-gi, un trabajador a tiempo parcial en el restaurante de Aekyung.[24][25]
- Kim Yi-kyung como Mi-ae.
- Lee Si-woo como Ha Do-jin, el hermano menor de Do-yoon.[26]
- Kang Hyun-oh como Yang-shik, un empleado que trabaja para el presidente de una compañía de préstamos.[27]
- Lee Han-na como Han-na, una bailarina que tiene una relación especial con Ji-eum.

### Apariciones especiales
- Chae Jong-hyeop como Bok-dong: la decimosexta vida de Ji-eum, que era conductor de rickshaw durante la era colonial japonesa.[28]
- Han Jae-yi como Cheon Ka-hee (ep. 10).[29]

## Producción
La serie se basa en un webtoon con el mismo título original, publicado en Naver Webtoon por Lee Hye y considerado una de las mejores obras de esta autora. La directora Lee Na-jung lo ha sido también de las series Oh My Venus (2015), Fight For My Way (2017), Love Alarm (2019) y Mine (2021).
El papel de Yoon Cho-won había sido ofrecido en un primer momento a la actriz Lim Hyeon-joo, pero el 21 de julio de 2022 se anunció que había decidido abandonar la serie por problemas de agenda. El 15 de noviembre de 2022 se confirmó el reparto de protagonistas. El 13 de junio de 2023 se publicaron fotogramas de la serie, que se presentó al día siguiente a través de una transmisión en línea, a la que asistieron los actores Shin Hye-sun, Ahn Bo-hyun, Ha Yoon-kyung, Ahn Dong-goo y el director Lee Na-jeong. Para este último, un aspecto crucial de su trabajo había sido el de hacer que pareciera realista el personaje de Ji-eum a través de sus reencarnaciones, según las veces como hombre y como mujer, y como coreano o extranjero.

## Banda sonora original
| Parte | Fecha de publicación                                                                                 | Título                                                                                               | Letra                                                                                                | Música                                                                                               | Artista                                                                                              | Dur.                                                                                                 | Ref.                                                                                                 |
| ----- | --- | --- | --- | --- | --- | --- | --- |
| 1     | 18 de junio de 2023                                                                                  | 무음 («Silencio»)                                                                                    | Hen, Mind                                                                                            | Hen, Luca                                                                                            | Sunwoo Jung-a                                                                                        | 3:28                                                                                                 | [ 35 ]                                                                                               |
| 2     | 25 de junio de 2023                                                                                  | «Star»                                                                                               | AllThou, Flora                                                                                       | AllThou, Flora, Kim Su-hyun, 153/Joombas, Kang Gun-hoo                                               | Colde                                                                                                | 3:41                                                                                                 | [ 36 ]                                                                                               |
| 3     | 2 de julio de 2023                                                                                   | «Down (Juicy Juicy)»                                                                                 | Oneway, AllThou, Flora, RV                                                                           | Oneway, AllThou, Flora, RV, 153/Joombas                                                              | Jo Yu-ri                                                                                             | 3:26                                                                                                 | [ 37 ]                                                                                               |
| 4     | 9 de julio de 2023                                                                                   | 너의 지난날을 내가 안아줄게 («Abrazaré tus días pasados»)                                            | Dinner Coat                                                                                          | Dinner Coat, Yoo Jeong-hyun                                                                          | Ahn Bo-hyun                                                                                          | 3:25                                                                                                 | [ 38 ]                                                                                               |
| 5     | 15 de julio de 2023                                                                                  | «Secret»                                                                                             | Sean Kimm, Even                                                                                      | Sean Kimm, Even, Capu                                                                                | Yelo                                                                                                 | 3:07                                                                                                 | [ 39 ]                                                                                               |
| 6     | 23 de julio de 2023                                                                                  | «Here with me»                                                                                       | Aseul                                                                                                | Jeong Gu-hyun                                                                                        | Doyoung                                                                                              | 3:14                                                                                                 | [ 40 ]                                                                                               |
| Nota  | Todas las canciones de la banda sonora tienen también una versión instrumental de la misma duración. | Todas las canciones de la banda sonora tienen también una versión instrumental de la misma duración. | Todas las canciones de la banda sonora tienen también una versión instrumental de la misma duración. | Todas las canciones de la banda sonora tienen también una versión instrumental de la misma duración. | Todas las canciones de la banda sonora tienen también una versión instrumental de la misma duración. | Todas las canciones de la banda sonora tienen también una versión instrumental de la misma duración. | Todas las canciones de la banda sonora tienen también una versión instrumental de la misma duración. |

## Audiencia
Con respecto a su difusión mundial, en la semana del 26 de junio al 2 de julio de 2023 la serie estaba en la quinta posición entre los programas de lengua no inglesa más vistos en el mundo a través de Netflix. Era su segunda semana dentro de los diez primeros. En la semana del 17 al 23 del mismo mes llevaba ya cinco semanas en la lista de diez, con casi diecinueve millones de horas de exhibición.
| Temporada | Temporada | Episodio número | Episodio número | Episodio número | Episodio número | Episodio número | Episodio número | Episodio número | Episodio número | Episodio número | Episodio número | Episodio número | Episodio número | Promedio |
| Temporada | Temporada | 1               | 2               | 3               | 4               | 5               | 6               | 7               | 8               | 9               | 10              | 11              | 12              | Promedio |
| --------- | --------- | --------------- | --------------- | --------------- | --------------- | --------------- | --------------- | --------------- | --------------- | --------------- | --------------- | --------------- | --------------- | -------- |
|           | 1         | 1088            | 1346            | 1094            | 1439            | 1158            | 1394            | 997             | 1111            | 1095            | 1018            | 920             | 1147            | 1151     |

| Episodio | Fecha de emisión    | Índices de audiencia (Nielsen Korea) | Índices de audiencia (Nielsen Korea) |
| Episodio | Fecha de emisión    | Nacional                             | Seúl                                 |
| --- | ------------------- | ------------------------------------ | ------------------------------------ |
| 1 | 17 de junio de 2023 | 4,272 % (1.ª)                        | 4,932 % (1.ª)                        |
| 2 | 18 de junio de 2023 | 5,488 % (1.ª)                        | 6,078 % (1.ª)                        |
| 3 | 24 de junio de 2023 | 4,947 % (1.ª)                        | 5,392 % (1.ª)                        |
| 4 | 25 de junio de 2023 | 5,733 % (1.ª)                        | 6,283 % (1.ª)                        |
| 5 | 1 de julio de 2023  | 4,454 % (1.ª)                        | 4,701 % (1.ª)                        |
| 6 | 2 de julio de 2023  | 5,590 % (1.ª)                        | 5,988 % (1.ª)                        |
| 7 | 8 de julio de 2023  | 4,125 % (1.ª)                        | 5,027 % (1.ª)                        |
| 8 | 9 de julio de 2023  | 4,481 % (1.ª)                        | 4,789 % (1.ª)                        |
| 9 | 15 de julio de 2023 | 4,504 % (1.ª)                        | 4,790 % (1.ª)                        |
| 10 | 16 de julio de 2023 | 4,367 % (1.ª)                        | 4,481 % (1.ª)                        |
| 11 | 22 de julio de 2023 | 3,501 % (1.ª)                        | 4,199 % (1.ª)                        |
| 12 | 23 de julio de 2023 | 4,502 % (1.ª)                        | 4,973 % (1.ª)                        |
| Promedio | Promedio            | 4,664 %                              | 4,786 %                              |
| - En la tabla superior, los números azules representan las calificaciones más bajas y los números rojos representan las más altas. - Esta serie se transmite en un canal de cable/televisión de pago, que normalmente tiene una audiencia menor respecto a las emisoras de televisión públicas/gratuitas (KBS, SBS, MBC y EBS). |                     |                                      |                                      |